# Discografie van Jeanette Biedermann
Deze discografie is een overzicht van de muzikale werken van de Duitse popzangeres Jeanette Biedermann. Volgens de platenonderscheidingen heeft ze tijdens haar carrière tot nu toe meer dan 1,5 – 1,565.000 geluidsdragers verkocht. De meest succesvolle publicaties van Biedermann zijn de singles Go Back, How It's Got to Be, Rock My Life en We've Got Tonight met telkens rond de 250.000 exemplaren.

## Discografie

### Albums
Studioalbums
- 2000:	Enjoy! (Polydor (Universal Music))
- 2001:	Delicious (Polydor (Universal Music))
- 2002:	Rock My Life (Polydor (Universal Music))
- 2003:	Break On Through (Universal Music)
- 2006:	Naked Truth (Polydor (Universal Music))
- 2009:	Undress to the Beat (Universal Music)

Livealbums
- 2003:	Jeanette in Concert: Rock My Life (Polydor (Universal Music))
- 2006:	Naked Truth – Live at Bad Girls Club (Kuba/Polydor (Universal Music))

Kerstalbums
- 2004:	Merry Christmas (Kuba/Polydor (Universal Music))

### Singles
- 1999:	Das tut unheimlich weh
- 1999: Mein kleiner Prinz (Kristina Bach met Jeanette)
- 2000:	Go Back
- 2001:	Will You Be There
- 2001: How It's Got to Be / No Style!
- 2002:	No More Tears
- 2002: Sunny Day
- 2002: Rock My Life
- 2002: We've Got Tonight (origineel: Bob Seger & The Silver Bullet Band)
- 2003:	It's Over Now
- 2003: Right Now
- 2003: Rockin' on Heaven’s Floor
- 2004:	No Eternity
- 2004: Hold the Line
- 2004: Run with Me
- 2004: The Infant Light
- 2005:	Bad Girls Club
- 2006:	Endless Love
- 2006: Heat of the Summer
- 2009:	Undress to the Beat
- 2009: Material Boy (Don't Look Back)
- 2009: Solitary Rose
- 2019:	Wie ein offenes Buch
- 2019: Deine Geschichten

### Videoalbums en muziekvideos
Videoalbums
- 2003:	Delicious Tour (Polydor (Universal Music))
- 2003: Jeanette in Concert: Rock My Life (Polydor (Universal Music))
- 2004:	Break On Through Tour 2004 (Kuba / Polydor (Universal Music))
- 2006:	Naked Truth – Live at the Bad Girls Club (Kuba / Polydor (Universal Music))

Muziekvideos
- 2000:	Go Back (Oliver Sommer)
- 2001:	Will You be There (Erste Liebe)
- 2001: How It's Got to Be (Oliver Sommer)
- 2001: No More Tears (Oliver Sommer)
- 2002:	Sunny Day (Oliver Sommer)
- 2002: Rock My Life (Oliver Sommer)
- 2003: We've Got Tonight (Oliver Sommer)
- 2003: It's Over Now (Oliver Sommer)
- 2003: Right Now (Sandra Marschner) (versie 1) / (Joern Heitmann) (versie 2)
- 2003: Rockin' on Heaven's Floor (Jörn Heitmann)
- 2004:	No Eternity (Jörn Heitmann)
- 2004: Hold the Line (Oliver Sommer)
- 2004: Run with Me (Oliver Sommer)
- 2004: The Infant Light (Oliver Sommer)
- 2005: Bad Girls Club (Oliver Sommer)
- 2006:	Endless Love (Sandra Marschner)
- 2006: Heat of the Summer (Sandra Marschner)
- 2009:	Undress to the Beat (Katja Kuhl)
- 2009: Material Boy (Don't Look Back) (Katja Kuhl)
- 2009: Solitary Rose (Nikolaj Georgiew)
- 2019:	Deine Geschichten

## Auteursdeelname
Biedermann schrijft de meeste van haar songs zelf. Bovendien is ze ook als auteur van haar bandprojecten en voor andere artiesten werkzaam. De volgende tabel bevat een overzicht van de hitsuccessen, die Biederman als auteur en niet als solovertolkster vierde.
- 2007:	Dein Tag (Selina)
- 2008:	Ich bin nicht mehr ich (Selina)
- 2012:	Ein Schritt weiter (Ewig)

## Bijzondere publicaties

### Albums
Videoalbums
- 2002:	Live Konzert – Delicious Tour (Polydor (Universal Music))

### Songs
Gastbijdragen
- 1999:	Mein kleiner Prinz (Kristina Bach met Jeanette)
- 2014:	You Shook Me All Night Long (Andreas Gabalier feat. Jeanette Biedermann; origineel: AC/DC)
- 2018:	1 mit dir (Karat feat. Jeanette Biedermann; origineel: Ewig)

Samplerbijdragen
- 1999:	Das tut unheimlich weh
- 2000:	Immer noch
- 2004:	Baby, wenn ich Down bin (origineel: Udo Lindenberg & Leata Galloway; met Benjamin von Stuckrad-Barre)
- 2014: Rockin' and Rollin' (origineel: Udo Lindenberg)
- 2006:	Like a Virgin (origineel: Madonna)
- 2019:	Feuerwerk (origineel: Wincent Weiss)
- 2019: Nie wieder Alkohol (origineel: Johannes Oerding)
- 2019: Cuando volverás (origineel: Álvaro Soler)
- 2019: Howling at the Moon (origineel: Milow)
- 2019: iD (origineel: Michael Patrick Kelly)
- 2019: In the Shadows (origineel: Beyond the Black)

Soundtracks
- 2001:	Will You Be There (Mädchen, Mädchen)
- 2001: Please Stay (Atlantis – Das Geheimnis der verlorenen Stadt)
- 2016:	Es geht mir gut (Conni & Co) (met Ewig)

Promo-singles
- 2003:	Tellin' You Goodbye

## Statistiek
Tot heden heeft Jeanette Biederman 6 Studioalbums, 2 livealbums, 24 singles, 4 videoalbums, 22 muziekvideo's en 1 kerstalbum uitgebracht.